# Ниантики

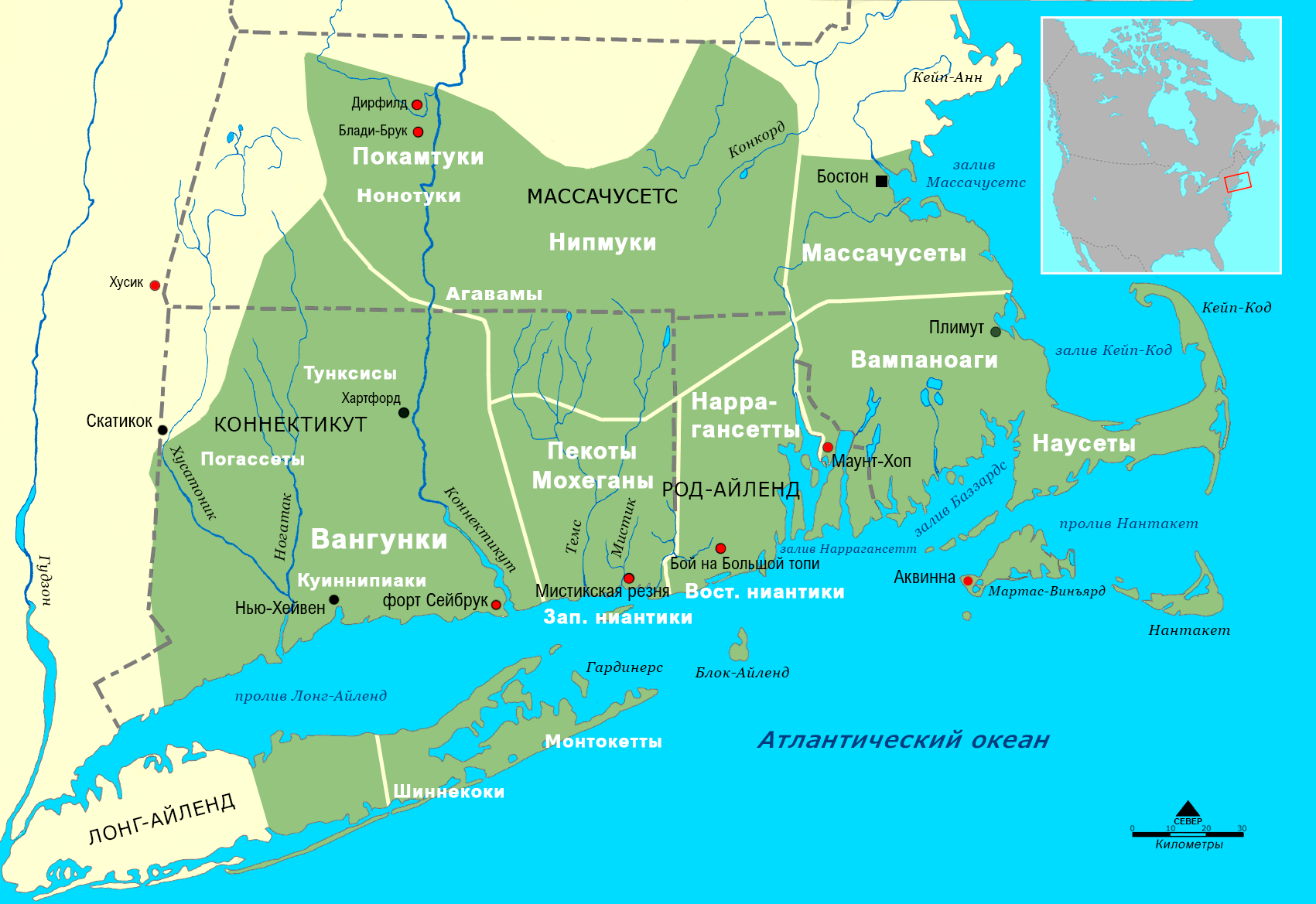
Традиционная территория ниантиков и соседних племён

Ниантики (англ. Niantic people) — алгонкиноязычное индейское племя, которое на ранней стадии европейской колонизации Северной Америки населяло части современных американских штатов — юго-восток Коннектикута и юго-запад Род-Айленда. Из-за вторжения более многочисленных и могущественных пекотов были разделены на восточную и западную группы. В конце XX века несколько семей из Коннектикута заявили о своём ниантикском происхождении.

## История
Подобно другим приатлантическим алгонкинам юга Новой Англии, ниантики ловили рыбу, добывали моллюсков, собирали орехи и травы, охотились на крупных млекопитающих, а также выращивали кукурузу, фасоль и тыкву. Проживали в основном близ озёр. Прибытие мохеганов и пекотов в юго-восточный регион современного штата Коннектикут привело к разделению племени на западную и восточную ветви.
К тому времени, когда европейские поселенцы прибыли на юг современного штата Род-Айленд в 1636 году, восточные ниантики и наррагансетты были тесно связаны как с точки зрения социально-политических взглядов, так и семейных групп. Западные ниантики наладили тесные связи с пекотами. В 1636 году вспыхнула Пекотская война, которая привела к почти полному уничтожению западных ниантиков колонистами и их индейскими союзниками, лишь около 100 выживших членов племени присоединились к мохеганам. Во время второго крупного конфликта происходившего на юге Новой Англии и известного как Война Короля Филипа, восточные ниантики старались придерживаться нейтралитета, в то время как их близкие соседи, наррагансетты, участвовали в нём против колонистов. После окончания войны численность наррагансеттов сократилось с 5000 человек до нескольких сотен, но восточные ниантики практически не пострадали из-за нейтралитета их верховного сахема Нинигрета во время конфликта. Выжившие наррагансетты присоединились к  восточным ниантикам в таком большом количестве, что объединённое племя стало известно как наррагансетты, но при этом среди лидеров преобладали ниантики — к 1679 году власть после Нинигрета унаследовала его дочь Веанквест, которая умерла около 1686 года.
В XVIII веке объединённое племя  восточных ниантиков и наррагансеттов в Род-Айленде было одной из крупнейших на юге Новой Англии, где 300—500 восточных ниантиков превосходили числом выживших наррагансеттов. После Веанквест сахемом стал её сводный брат Нинигрет II, и под его руководством племя получило свою резервацию в 1709 году. Он умер в 1723 году, к тому времени восточные ниантики были известны лишь как наррагансетты. Алкоголизм, политические распри и давление со стороны европейских поселенцев в этом районе начали наносить ущерб племени, и к 1730 году население сократилось до 51 семьи. Западные ниантики продолжали существовать в XVIII веке — учёный и педагог Эзра Стайлз столкнулся с их общиной на юго-востоке Коннектикута, состоящей из 85 человек, включая 56 детей. Он также сообщил, что 11 человек из ниантиков были убиты в период с 1755 по 1761 год во время службы в колониальных войсках.
После Американской революции многие ниантики бежали на запад и присоединились к индейцам Бразертона в Нью-Йорке и, в конечном счёте, оказались в Висконсине. Те, кто остался, часто рассматривались политическими лидерами США как отдельные от белого сообщества, но при этом и не как коренные американца, а как цветные или чёрные. В результате этого ниантикам было затруднительно отстаивать свои права на земли предков.
К 1870 году западные ниантики были объявлены вымершими штатом Коннектикут, который продал их резервацию, площадью 1,2 км², расположенную на полуострове Блэк-Пойнт в городе Ист-Лайм. В 1880 году резервация восточных ниантиков и наррагансеттов была продана штату Род-Айленд, под их контролем осталась только церковь.
В 1998 году около 35 семей из Коннектикута, заявивших о своем ниантикском происхождении, объединились в некоммерческую ассоциацию. Они создали руководящий совет из трёх человек, более подробно изучили свою историю и начали процесс подачи петиции о признании федеральным правительством.

## Население
Оценки первоначального населения ниантиков являются проблематичными, поскольку они были пострадали от эпидемий и войн непосредственно перед контактом с европейцами. К тому времени, когда в 1620 году образовалась Плимутская колония, насчитывалось около 1500 ниантиков, примерно разделённых поровну между восточными и западными. В качестве союзников пекотов, западные ниантики были почти уничтожены в 1637 году во время Пекотской войны. Только около сотни выжили и перешли под контроль мохеганов. Они, по-видимому, были поглощены, но некоторые из их потомков всё ещё проживают среди пекотов и мохеганов в Коннектикуте. Восточные ниантики были союзниками наррагансеттов и продолжали существовать как отдельное племя до окончания Войны Короля Филиппа. Вскоре после этого два племени объединились и с тех пор называются наррагансеттами. Хотя Род-Айленд прекратил их племенной статус в 1800-х годах, наррагансетты и восточные ниантики реорганизовались и были признаны на федеральном уровне в 1983 году. В конце XX века число участников племени составляло почти 2400 человек.